# Helen Swift Mitchell
Helen Swift Mitchell (Bridgeport, 1895 - Pleasant Hill Tennessee, 1984) va ser una bioquímica, nutricionista i autora de llibres nord-americana.
Va ser coautora de Nutrició en la salut i en la malaltia, un llibre de text estàndard, del qual es van fer reedicions durant 56 anys i del qual van arribar a vendre's més d'1 milió de còpies. A més, també va ser autora o coautora d'altres llibres com Nutrició i infermeria, com també de més de 70 articles.
Mitchell es va graduar al Mount Holyoke College el 1917 i va obtenir un doctorat en bioquímica a la Universitat Yale el 1921. Després d'obtenir el seu doctorat es va convertir en directora d'investigació al Sanatori de Battle Creek, de Battle Creek, Michigan. De 1924-1935 va ensenyar fisiologia i nutrició al Col·legi de Battle Creek. El 1935 es va convertir en professora d'investigació a la nutrició en la Universitat de Massachusetts.
Durant la Segona Guerra Mundial va ser la nutricionista principal de l'Agència de Seguretat Federal i, uns anys més tard, va passar a ser nutricionista cap de l'Oficina del Departament d'Estat de Relacions Exteriors de Socors i Rehabilitació. Després de la guerra, Mitchell va tornar a la Universitat de Massachusetts com a degana de l'Escola d'Economia Domèstica.
Després de retirar-se l'any 1960, va treballar com a professora d'intercanvi a la Universitat de Hokkaido, al Japó, i més tard com a assessora de l'Escola de Harvard de Salut Pública i el programa Head Start.